# منپاور

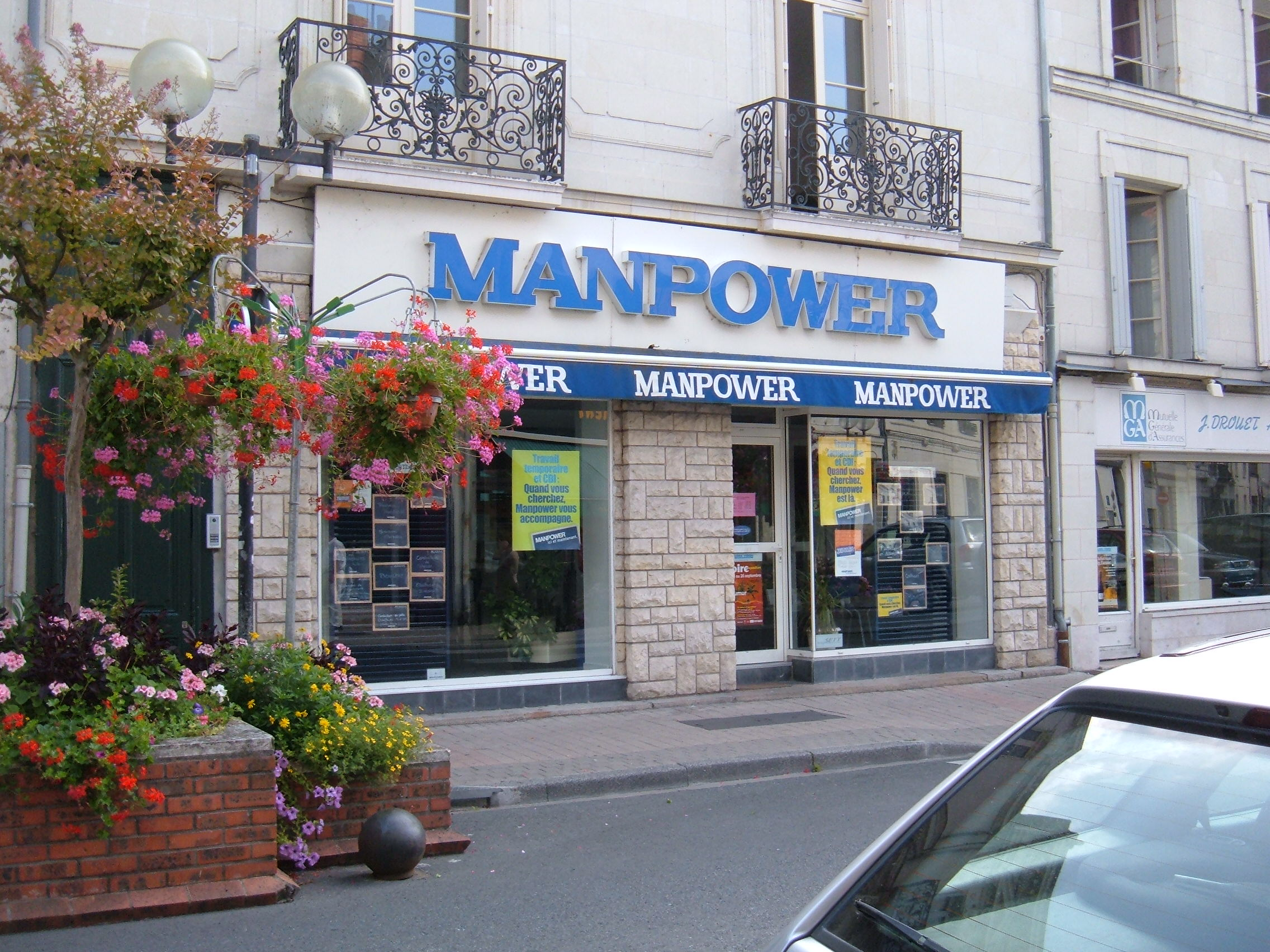
شعبه‌ای از منپاور، در سومور، فرانسه

منپاور (به انگلیسی: Manpower) شرکت مدیریت منابع انسانی آمریکایی و چندملیتی است، که در زمینه ارائه خدمات مشاوره نیروی انسانی، خدمات بنگاه‌های کاریابی، استخدام نیروی کار و ارائه خدمات برون‌سپاری فعالیت می‌کند. این شرکت پس از شرکت‌های آدکو و رندستاد به‌عنوان سومین بنگاه کاریابی جهان شناخته می‌شود.
گروه منپاور در سال ۱۹۴۸ توسط المر وینتر و آرون شینفیلد راه‌اندازی شد و در حال حاضر دارای ۳٫۹۰۰ شعبه ارائه خدمات در ۸۰ کشور جهان می‌باشد و سالیانه بالغ بر ۴٫۴ میلیون نفر را در بیش از ۴۰۰ هزار شرکت طرف قرارداد خود، بکار می‌گمارد.
دفتر مرکزی این شرکت در شهر میلواکی، ویسکانسین قرار دارد و بخشی از سهام آن در بازار بورس نیویورک معامله می‌شود. شرکت منپاور در سال ۲۰۱۳ در فهرست فرچون ۵۰۰ در رتبه ۱۴۰ از بزرگترین شرکت‌های ایالات متحده قرار گرفت.